# 佩德罗-罗德里格斯
佩德罗-罗德里格斯，是西班牙卡斯蒂利亚-莱昂阿维拉省的一个市镇。 总面积14平方公里，总人口221人（2001年），人口密度16人/平方公里。